# Ödenkirchen (Gemeinde Ulrichsberg)
Ödenkirchen ist eine Ortschaft und eine Katastralgemeinde in der Gemeinde Ulrichsberg im Bezirk Rohrbach in Oberösterreich.

## Geographie

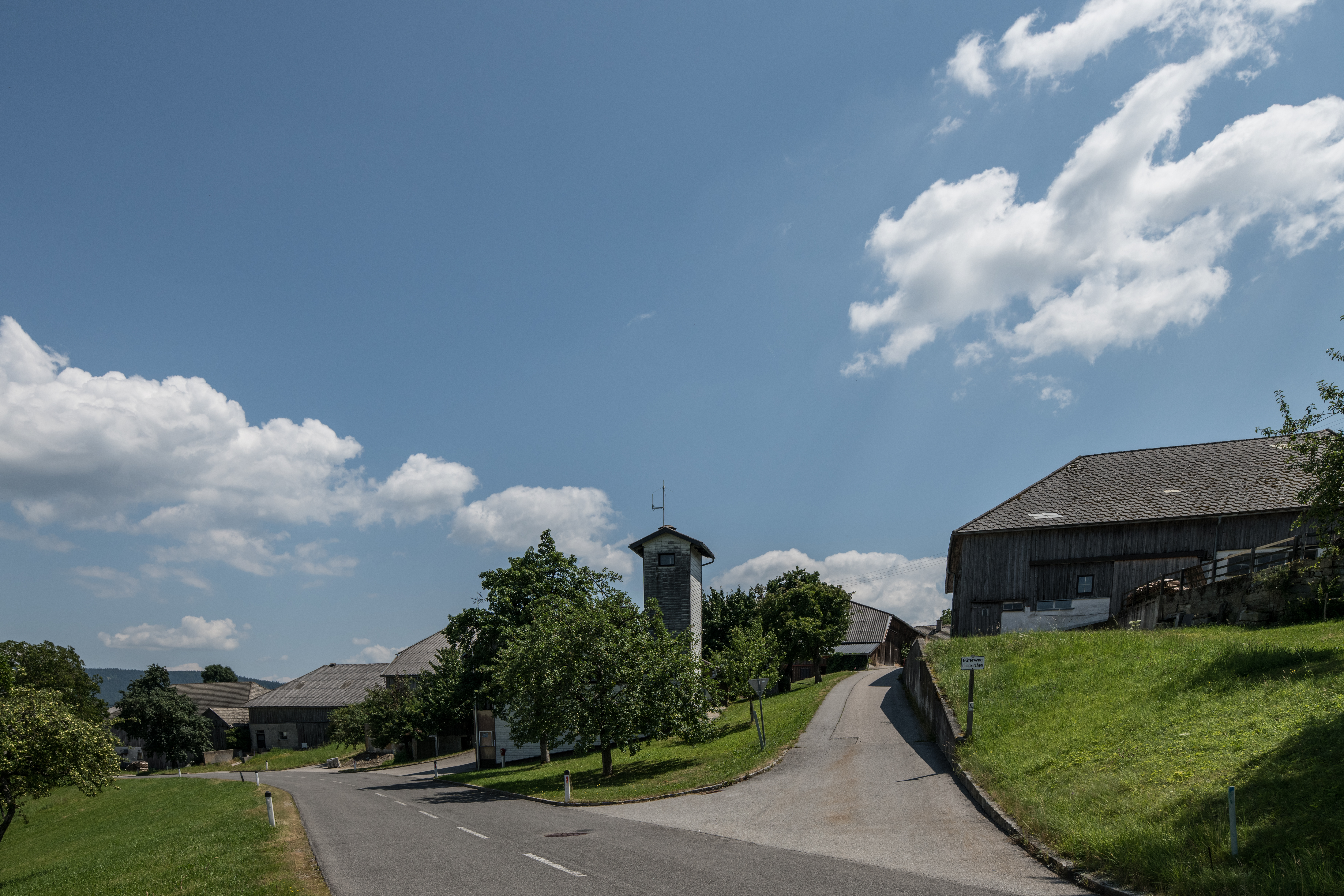
Ödenkirchen von Westen

Das Dorf Ödenkirchen befindet sich südlich des Gemeindehauptorts Ulrichsberg. Die Ortschaft umfasst 24 Adressen (Stand: 1. April 2020). Sie liegt in den Einzugsgebieten des Kandlschlagbachs und des Mühlwaldbachs. Bei der Siedlung erstreckt sich das rund 53 Hektar große Landschaftsschutzgebiet Kulturterrassen in Ödenkirchen. Sie ist Teil der 22.302 Hektar großen Important Bird Area Böhmerwald und Mühltal.
Die Fläche der Katastralgemeinde Ödenkirchen beläuft sich auf 765 Hektar.

## Geschichte
Ödenkirchen wurde 1303 als Dacz der chirichen vor Haunstein erstmals urkundlich erwähnt. Die Siedlung wies damals 18 Höfe auf. Der Passauer Bischof Bernhard von Prambach kaufte sie in diesem Jahr von dem Passauer Ministerialen Ruger von Haichenbach. Der Ortsname Ödenkirchen wurde 1322 erstmals urkundlich genannt. Das Dorf schrumpfte später. In den Jahren 1626 und 1828 gab es nur noch zehn Höfe.

## Kultur und Sehenswürdigkeiten

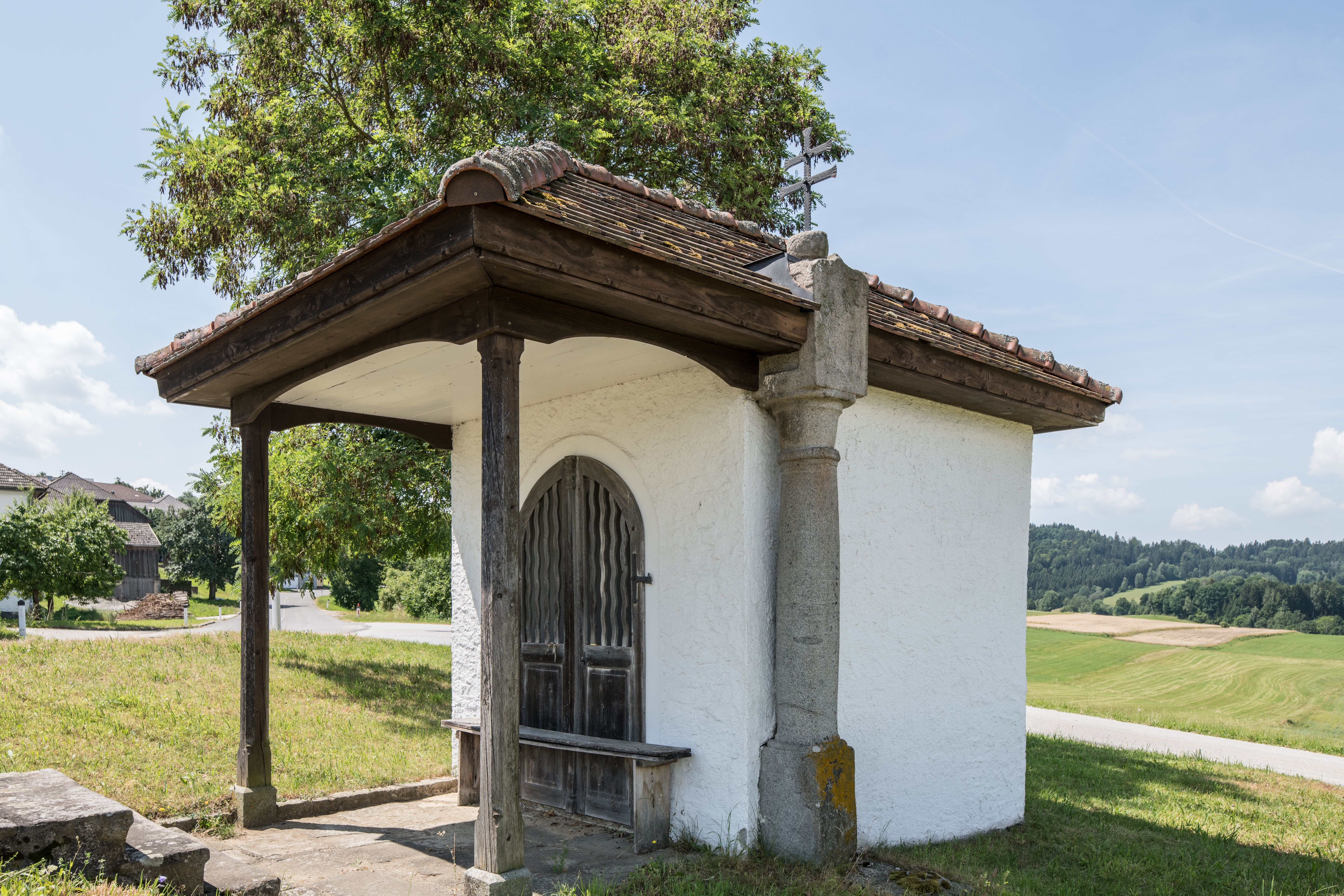
Flurkapelle mit integriertem barocken Bildstock

In Ödenkirchen gibt es mehrere aus dem 19. Jahrhundert stammende Bauernhöfe:
- Ödenkirchen Nr. 1: Vierseithof mit Holztüren aus der zweite Hälfte des 19. Jahrhunderts, von denen eine mit neogotischen Motiven verziert ist,
- Ödenkirchen Nr. 6: Dreiseithof,
- Ödenkirchen Nr. 7: Dreiseithof, bezeichnet mit der Jahreszahl 1877,
- Ödenkirchen Nr. 8: Dreiseithof, bezeichnet mit der Jahreszahl 1881,
- Ödenkirchen Nr. 9: Dreiseithof, bezeichnet mit der Jahreszahl 1863.

Nördlich des Dorfs stehen eine einfache Flurkapelle aus dem 19. Jahrhundert, in die ein barocker Bildstock integriert ist, und eine barocke Lichtsäule.
Der 13 km lange Rundwanderweg Ödenkirchenerweg und die Wanderreitroute Böhmerwald – Große Mühl verlaufen durch die Siedlung.